# Синхронний генератор
Синхронний генератор

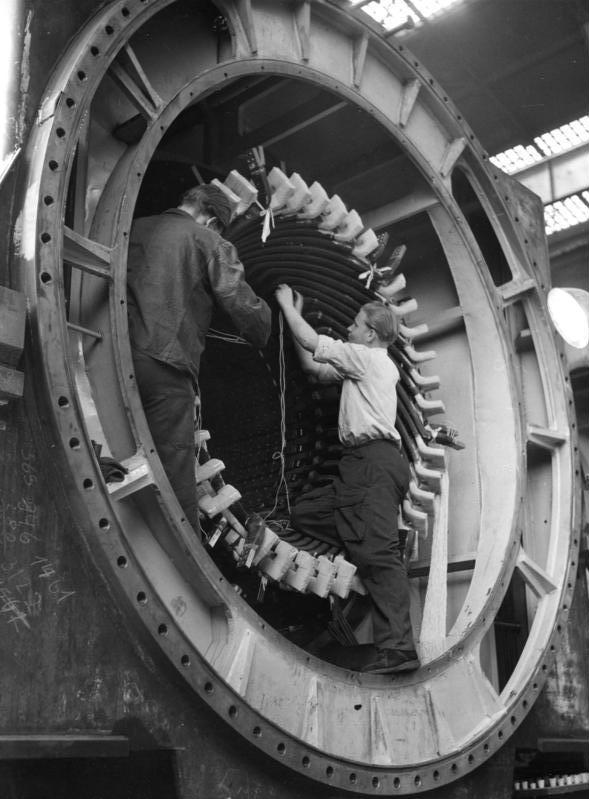
Статор великого турбогенератора AEG-Turbinenfabrik, Берлін, 1955. Зверніть увагу, що обвитки посідають всю протяжність статора — це називається розподіленою обвиткою. Такий різновид намотування генератора, є одним з декількох способів, спрямованих на те, щоби напруга на виході генератора, була якнайбільше синусоїдальною.

Назва синхронний генератор означає, що частота напруги, яка ним виробляється, відповідає швидкості обертання ротора. Ротор, який також називається полюсним колесом, має електричні обвитки, котрі забезпечують магнітне поле. Ротор живиться за допомогою постачання електрики від зовнішнього джерела постійного струму. Це може бути генератор постійного струму, встановлений на валу основного генератора (само-намагнічення) або окремий випрямляч (DC) на основі напівпровідникової технології. Ротор створює обертове магнітне поле, і це викликає напругу в обвитках статора. Обвитки у статорі встановлюються в канавки з внутрішнього боку і приєднуються до зовнішньої електричної мережі. Обвитки статора, також називаються якірними секціями. Залежність між числом пар полюсів на полюсному колесі, геометричним розташуванням якірних секцій і швидкістю обертання ротора, визначають частоту напруги та фазовий зсув.
Для прикладу, щодо частоти 50 герц: вважається, що парова турбіна найефективніше працює за 3000 обертів на хвилину, число полюсів генератора, дорівнює двом (північний та південний); для дизельного двигуна, який застосовується на дизельних електростанціях, найкращий режим роботи — 750 обертів на хвилину, тоді генератор повинен мати 8 полюсів (4 пари); важкі та тихохідні гідравлічні турбіни на великих гідроелектростанціях, працюють зі швидкістю 150 обертів на хвилину, тож генератор може мати 40 (20 пар) полюсів.
У сучасних енергосистемах, паралельно приєднано сотні або й тисячі генераторів. Отже, як напруга, так і частота окремих генераторів, в основному визначаються іншими машинами в енергосистемі. Для розподільної мережі дуже важливо, що синхронні машини, географічно розділені сотнями кілометрів, працюють з однаковою частотою. Отож всі основні генератори, повинні мати регулятор швидкості та напруги, щоби частота і напруга енергосистеми, були досить постійними. Хоча один генератор являє собою лише дуже невелику частину продуктивності системи, всі пристрої, повинні підтримувати постійну частоту та швидкість обертання. Виняток, становлять невеликі генератори на переносних електростанціях, які можуть бути спрощеними і дешевшими без цих регуляторів.
Великі енергосистеми, виграють від того, що можуть мати високу надійність, проте загальна запасна потужність, не повинна бути невідповідно великою. Резервна потужність, означає складові системи — (генератори або лінії електропередавання), які не працюють (часто звані «холодним» запасом) або застосовуються не на повну потужність (обіговий «гарячий» запас). Це вигідно у разі досягнення перевантаження, але, натомість, сприяє поганому використанню інвестованого капіталу. Різні джерела енергії можуть застосовуватися на великій географічній території, наприклад, майже вся Північна Америка приєднана до єдиної енергосистеми. Електростанції часто дуже складні та дорогі, через це заощадження завдяки їх об'єднанню, привабливе для використання в розгалуженій взаємозалежній системі, де джерелами енергії, є величезні електростанції.

## Інтернет-ресурси
- Асинхронные и Синхронные двигатели и генераторы. ПЕРСПЕКТИВЫ ЭЛЕКТРОДВИГАТЕЛЕЙ
- Applied Electromechanical Devices and Machines for Electric Mobility Solutions. Edited by Adel El-Shahat and Mircea Ruba
- Конспект лекцій по курсу «Основи електроприводу» (Для студентів спеціальності 141 "Електроенергетика, електротехніка та електромеханіка" / Проф. В.С. Білецький – Запоріжжя, 2023. 144 с.